# Судан на летних Олимпийских играх 2012
Судан на летних Олимпийских играх 2012 был представлен в плавании и лёгкой атлетике.

## Результаты соревнований

#### Плавание
Спортсменов — 2
В следующий раунд на каждой дистанции проходят лучшие спортсмены по времени, независимо от места занятого в своём заплыве.
Мужчины
| Соревнование       | Спортсмен        | Предварительные заплывы | Предварительные заплывы | Полуфиналы           | Полуфиналы           | Финал                | Финал                |
| Соревнование       | Спортсмен        | Результат               | Место                   | Результат            | Место                | Результат            | Место                |
| ------------------ | ---------------- | ----------------------- | ----------------------- | -------------------- | -------------------- | -------------------- | -------------------- |
| 50 м вольный стиль | Мохамед Элькхедр | 27,26                   | 50                      | Завершил выступление | Завершил выступление | Завершил выступление | Завершил выступление |

Женщины
| Соревнование       | Спортсмен | Предварительные заплывы | Предварительные заплывы | Полуфиналы | Полуфиналы | Финал     | Финал |
| Соревнование       | Спортсмен | Результат               | Место                   | Результат  | Место      | Результат | Место |
| ------------------ | --------- | ----------------------- | ----------------------- | ---------- | ---------- | --------- | ----- |
| 50 м вольный стиль |           |                         |                         |            |            |           |       |

### Лёгкая атлетика
Спортсменов —
Мужчины
| Дисциплина | Спортсмен | Предварительный раунд | Предварительный раунд | Четвертьфиналы | Четвертьфиналы | Полуфиналы | Полуфиналы | Финал     | Финал |
| Дисциплина | Спортсмен | Результат             | Место                 | Результат      | Место          | Результат  | Место      | Результат | Место |
| ---------- | --------- | --------------------- | --------------------- | -------------- | -------------- | ---------- | ---------- | --------- | ----- |
| 400 м      |           |                       |                       |                |                |            |            |           |       |
| 800 м      |           |                       |                       |                |                |            |            |           |       |
|            |           |                       |                       |                |                |            |            |           |       |
| 1500 м     |           |                       |                       |                |                |            |            |           |       |
| марафон    |           |                       |                       |                |                |            |            |           |       |